# Veenwoudsterwal
Veenwoudsterwal (officieel, Fries: Feanwâldsterwâl, [fɪ.əⁿvɔ:(t)str’vɔ:l]) is een dorp in de Nederlandse provincie Friesland, gelegen tussen Leeuwarden en Groningen. Het valt gedeeltelijk onder de gemeente Dantumadeel en gedeeltelijk onder de gemeente Tietjerksteradeel.
Het dorp wordt ook wel kortweg De Wâl genoemd en vroeger geduid als Diepswal. In 2011 kreeg het de dorpsstatus en kent zo'n 400 inwoners. Omdat het aan beide zijden van de gemeentegrens minder dan 100 adressen telt heeft het geen recht op een eigen postcode, waardoor het nog steeds onder de dorpen Veenwouden en Hardegarijp valt.
Het dorp was oorspronkelijk een veenkolonie, mogelijk van doopsgezinden uit Giethoorn. Er was tot 1865 daarom niet alleen sprake van een kleine doopsgezinde kerk, maar ook van een sfeer die doet denken aan Giethoorn. Er zijn vele bruggen en bruggetjes die voor vele woningen de enige verbinding vormen met de doorgaande weg. In het dorp bevindt zich onder andere een café en een scheepswerfje.

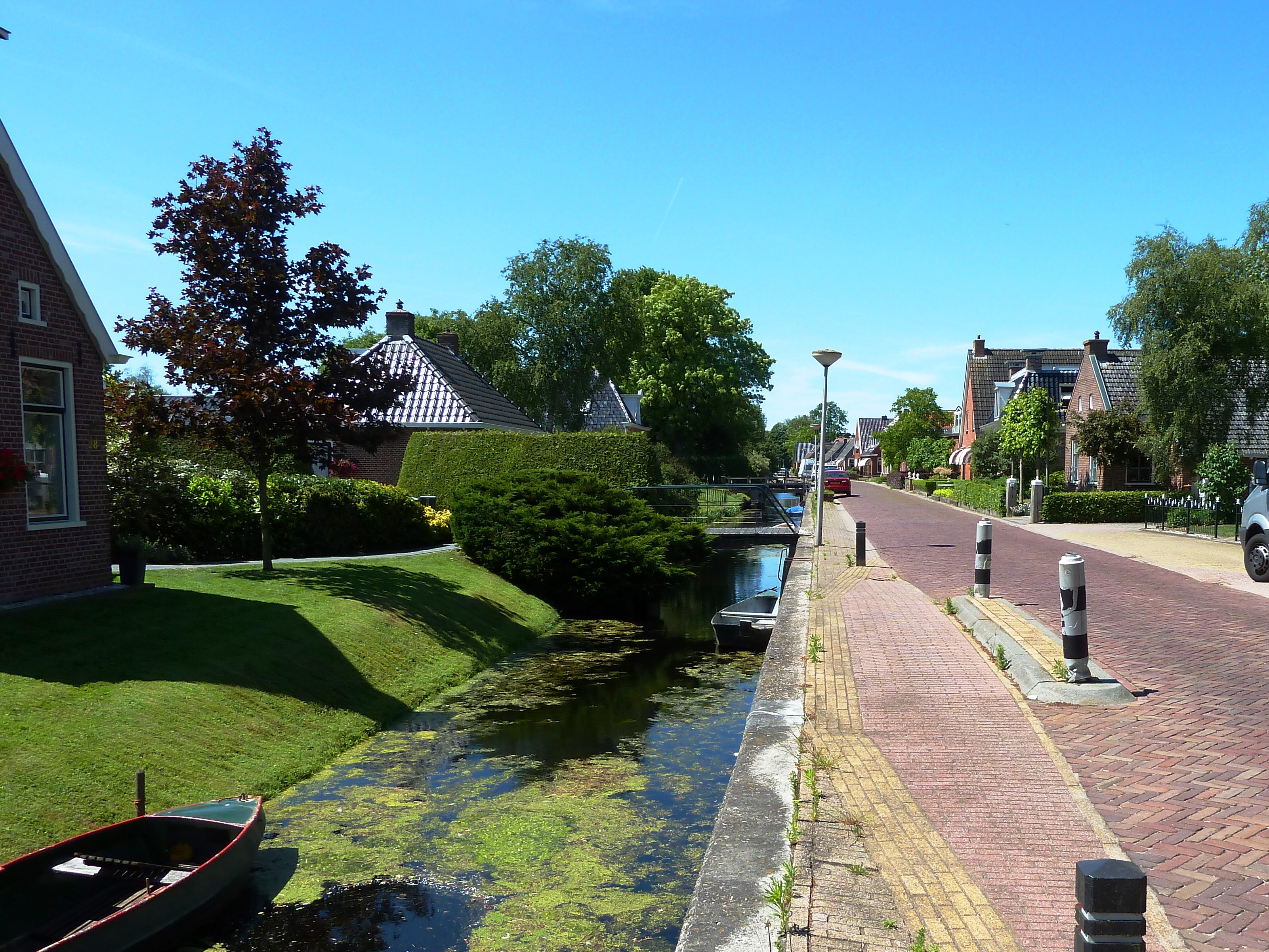
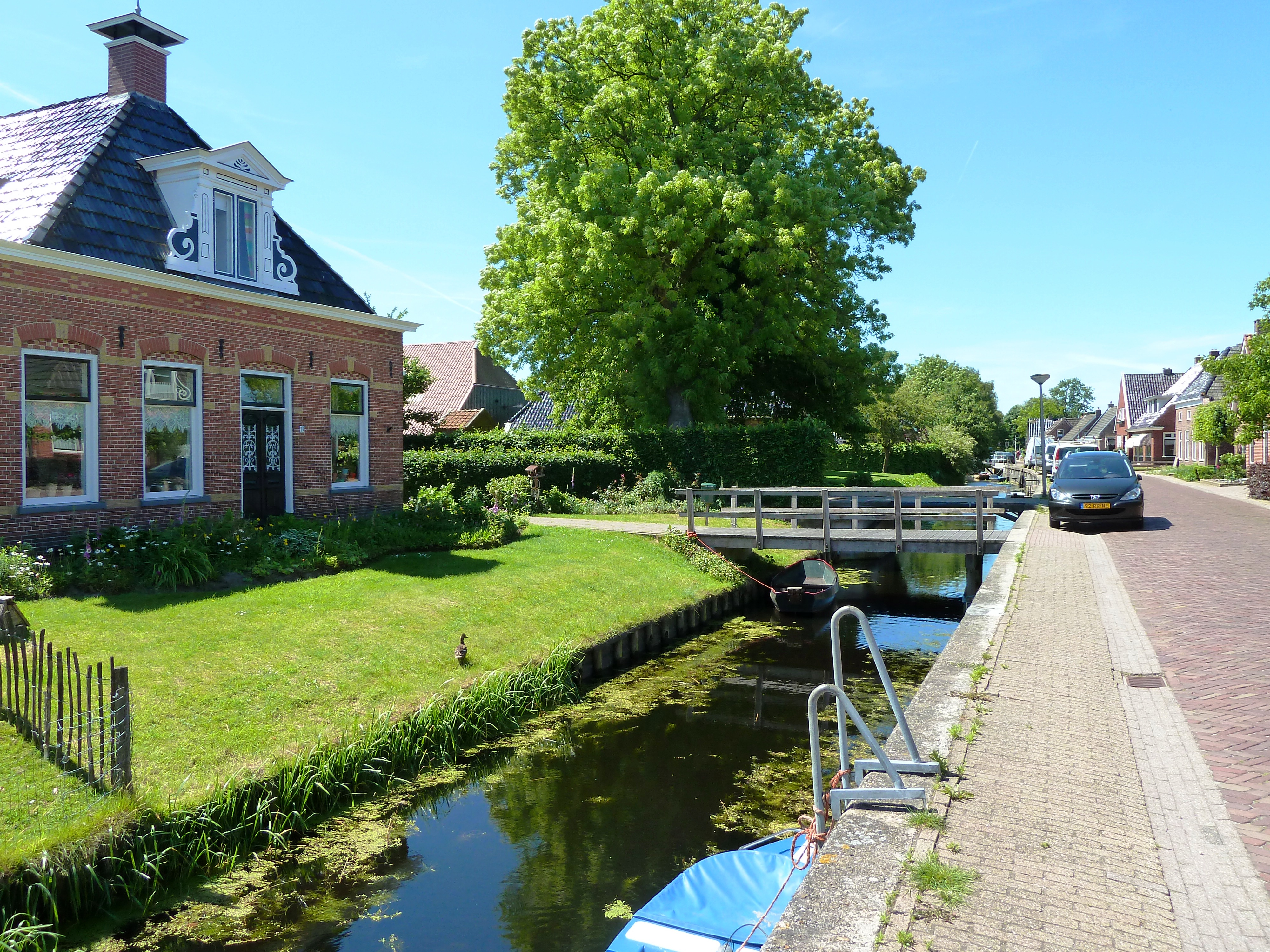
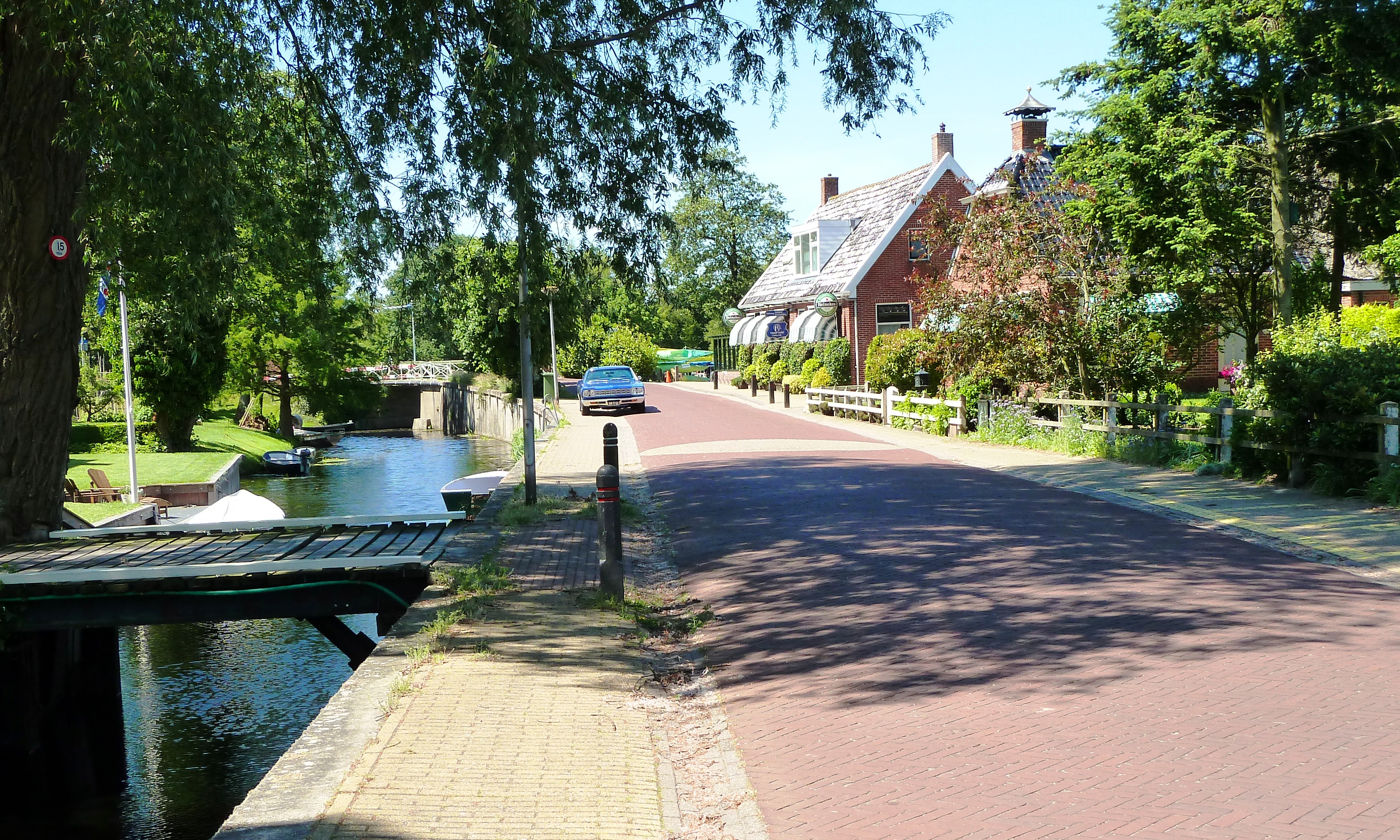
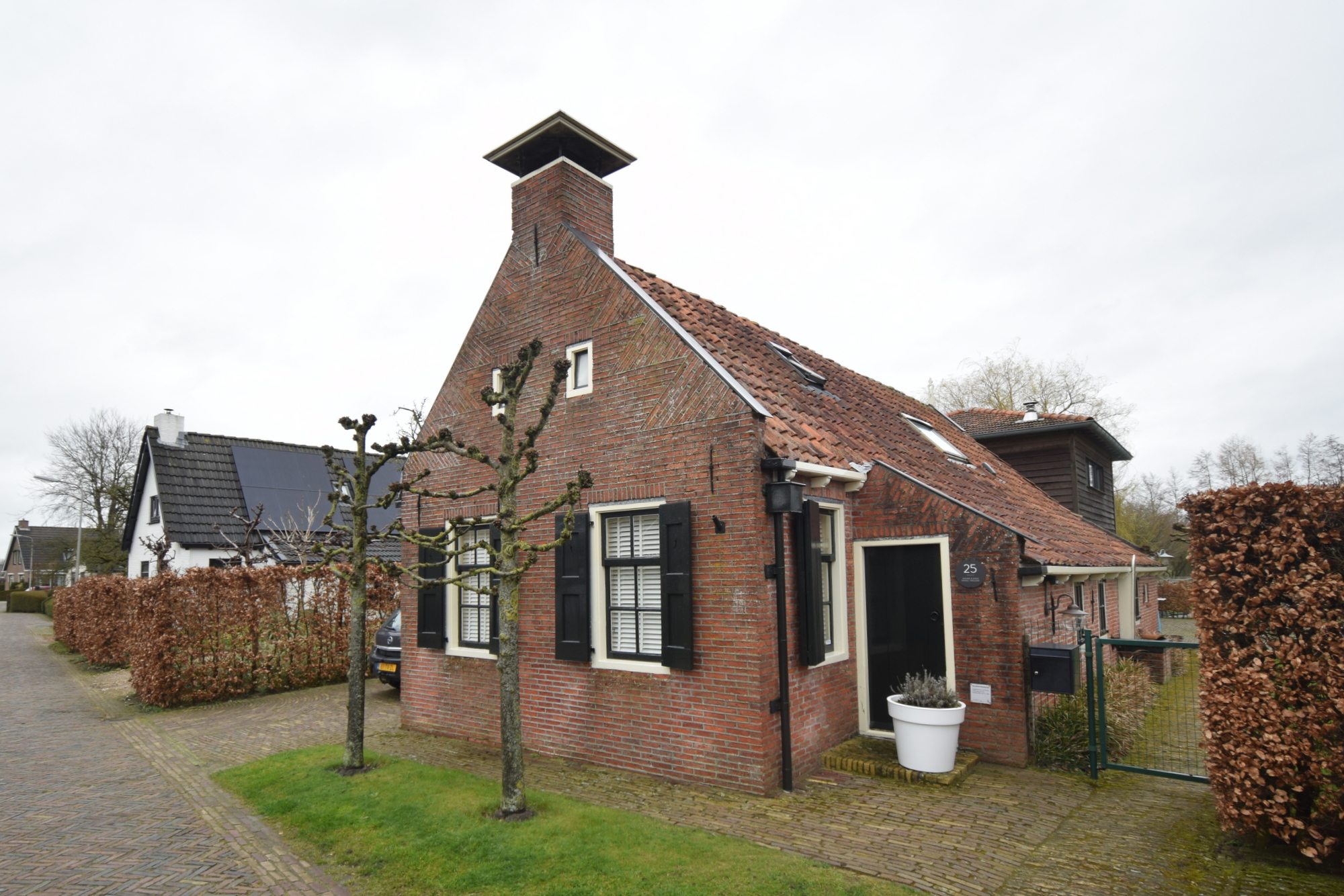

## Geboren in Veenwoudsterwal
- Willem van der Veen (1948-2002), predikant, schrijver